# پارک ملی اوزی

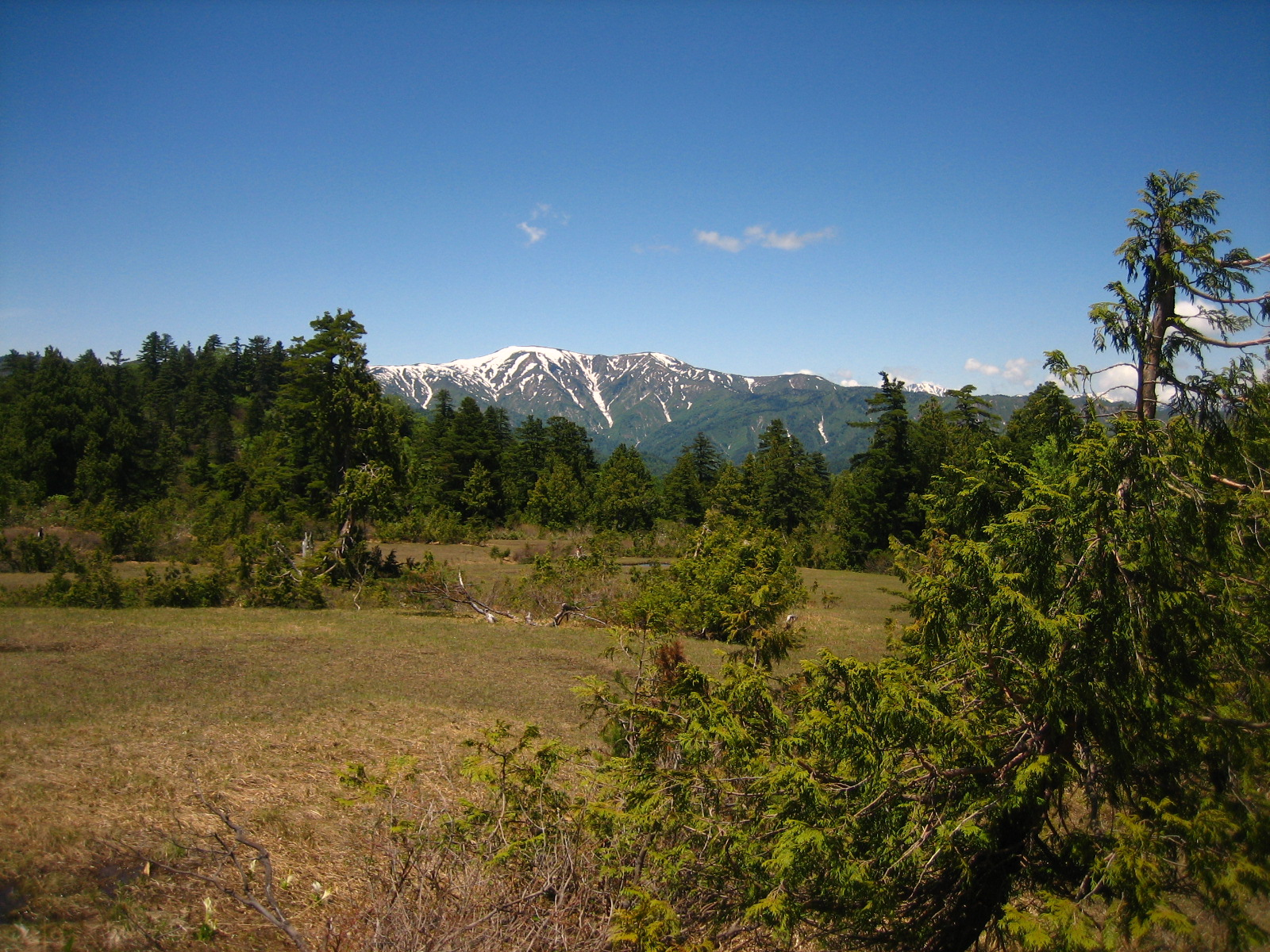
عکس یک کوه در پارک ملی اوزی

پارک ملی تعویق (به لاتین: Oze National Park) یک پارک ملی و منطقهٔ مسکونی در ژاپن است که در استان گونما واقع شده‌است.